# Phelsuma malamakibo
Espèce
Statut de conservation UICN

 NT  : Quasi menacé
Statut CITES
Phelsuma malamakibo est une espèce de geckos de la famille des Gekkonidae.

## Répartition
Cette espèce est endémique de la région d'Anosy à Madagascar. Elle se rencontre entre 810 et 1 940 m d'altitude dans le réserve naturelle intégrale d'Andohahela

## Description
Sa couleur de base est le vert sur le dos, avec des points rouge-brun formant trois lignes longitudinales. Sur les côtés, on trouve une bande noire avec une ligne blanche au milieu.

## Étymologie
Le nom spécifique malamakibo vient du mot malgache malamakibo, ventre lisse, en référence à l'aspect de ce saurien.

## Publication originale
- Nussbaum, Raxworthy, Raselimanana & Ramanamanjato, 2000 : New species of day gecko, Phelsuma Gray (Reptilia: Squamata: Gekkonidae), from the Reserve Naturelle Integrale d'Andohahela, South Madagascar. Copeia, vol. 2000, n. 3, p. 763-770.